# Leichtathletik-Weltmeisterschaften 2011/50 km Gehen der Männer

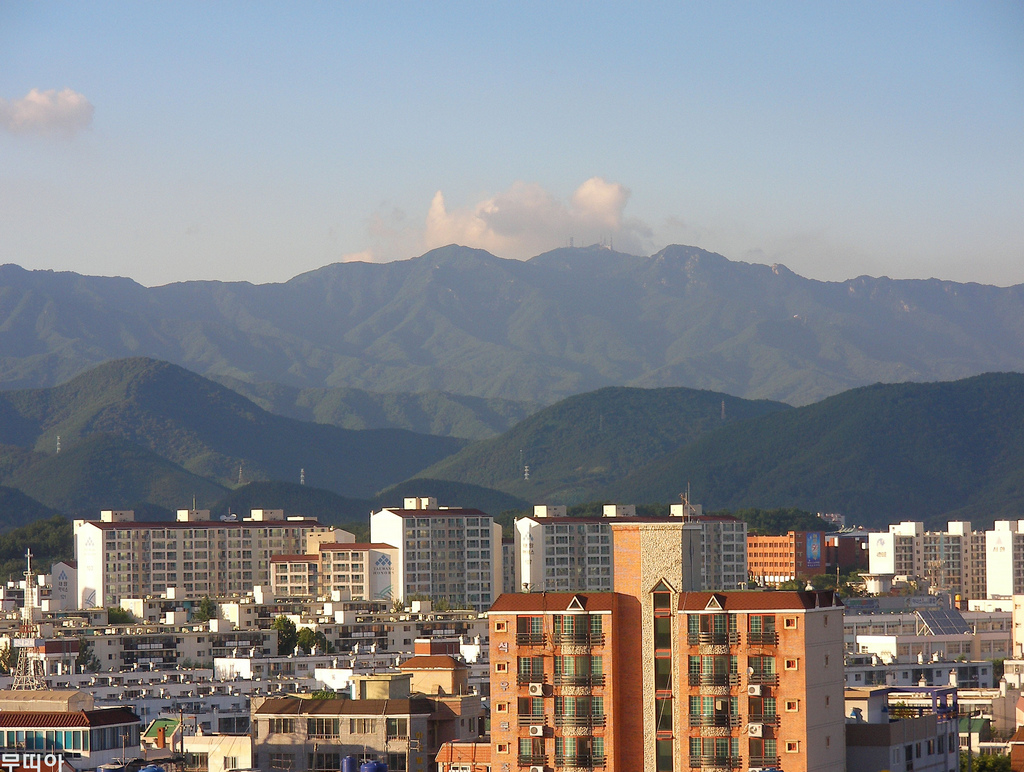
Die Stadt Daegu mit Bergpanorama im Jahr 2007

Das 50-km-Gehen der Männer bei den Leichtathletik-Weltmeisterschaften 2011 wurde am 26. August 2011 in den Straßen der südkoreanischen Stadt Daegu ausgetragen.
Weltmeister wurde der russische Olympiazweite von 2004 Denis Nischegorodow. Er gewann vor dem australischen Olympiazweiten von 2008 Jared Tallent, der 2008 auch Olympiadritter über die kürzere Distanz von 20 Kilometer war. Bronze ging an den Chinesen Si Tianfeng.

## Bestehende Rekorde
| Weltrekord | 3:34:14 h | Denis Nischegorodow | Tscheboksary, Russland       | 11. Mai 2008    |
| WM-Rekord  | 3:36:03 h | Robert Korzeniowski | WM 2003 in Paris, Frankreich | 23. August 2003 |

Der bestehende WM-Rekord wurde bei diesen Weltmeisterschaften nicht eingestellt und nicht verbessert.
Es gab einen Kontinental- und einen Landesrekord.
- Kontinentalrekord: 3:49:32 h (Amerikarekord) – Andrés Chocho, Ecuador
- Landesrekord: 3:47:13 h – Park Chil-sung, Südkorea

## Doping
Dieser Wettbewerb war von drei Dopingfällen überschattet, betroffen waren ausschließlich russische Athleten.

- Sergei Bakulin, zunächst Rang 1. Er wurde als Mehrfachtäter mit einer Sperre von acht Jahren belegt, die im April 2027 endet. Unter anderem sein Titel als Weltmeister 2011 im 50-km-Gehen wurde ihm aberkannt.[2]
- Sergei Kirdjapkin, Ziel nicht erreicht. Nach einer CAS-Entscheidung wurden alle Resultate des Gehers vom 20. August 2009 bis 15. Oktober 2012 annulliert. Die russische Antidopingagentur RUSADA hatte zuvor trotz der Abweichungen im Biologischen Pass des Athleten keine Disqualifikationen aussprechen wollen, unter anderem war davon Kirdjapkins Olympiasieg 2012 betroffen. Der CAS-Entscheid wurde nach Einspruch der IAAF schließlich rechtswirksam. Auch eine mindestens zweijährige Sperre wird die Folge des Dopingvergehens sein.[3]
- Igor Jerochin, wegen unsauberen Gehens disqualifiziert. Er wurde 2008 zusammen mit vier weiteren russischen Gehern positiv auf Erythropoetin (EPO) getestet und für zwei Jahre gesperrt.[4] Es folgte ein weiterer Befund von Unregelmäßigkeiten in seinem Blutprofil, der eine lebenslange Sperre nach sich zog. Alle nach Februar 2011 erzielten Resultate des Gehers wurden gestrichen.[5]

## Durchführung
Hier gab es keine Vorrunde, alle 43 Geher traten gemeinsam zum Finale an.

## Ergebnis

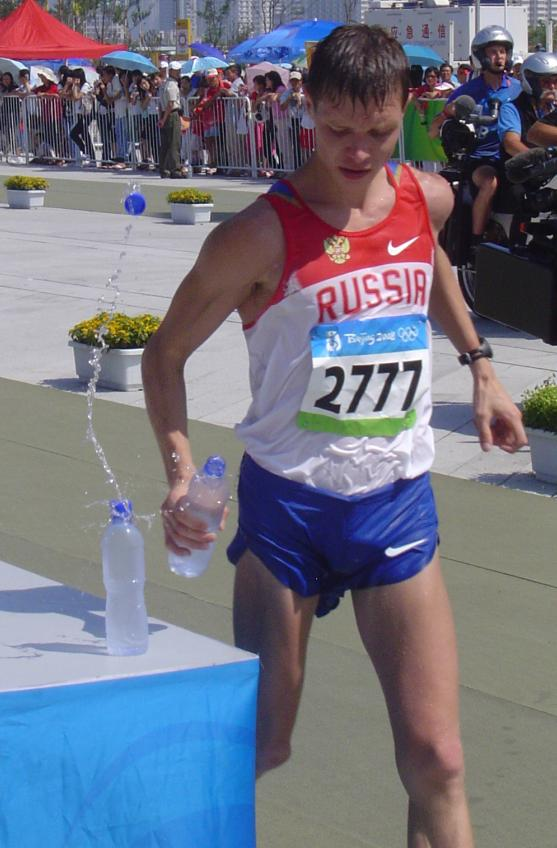
Weltmeister wurde Denis Nischegorodow, der Olympiazweite von 2004

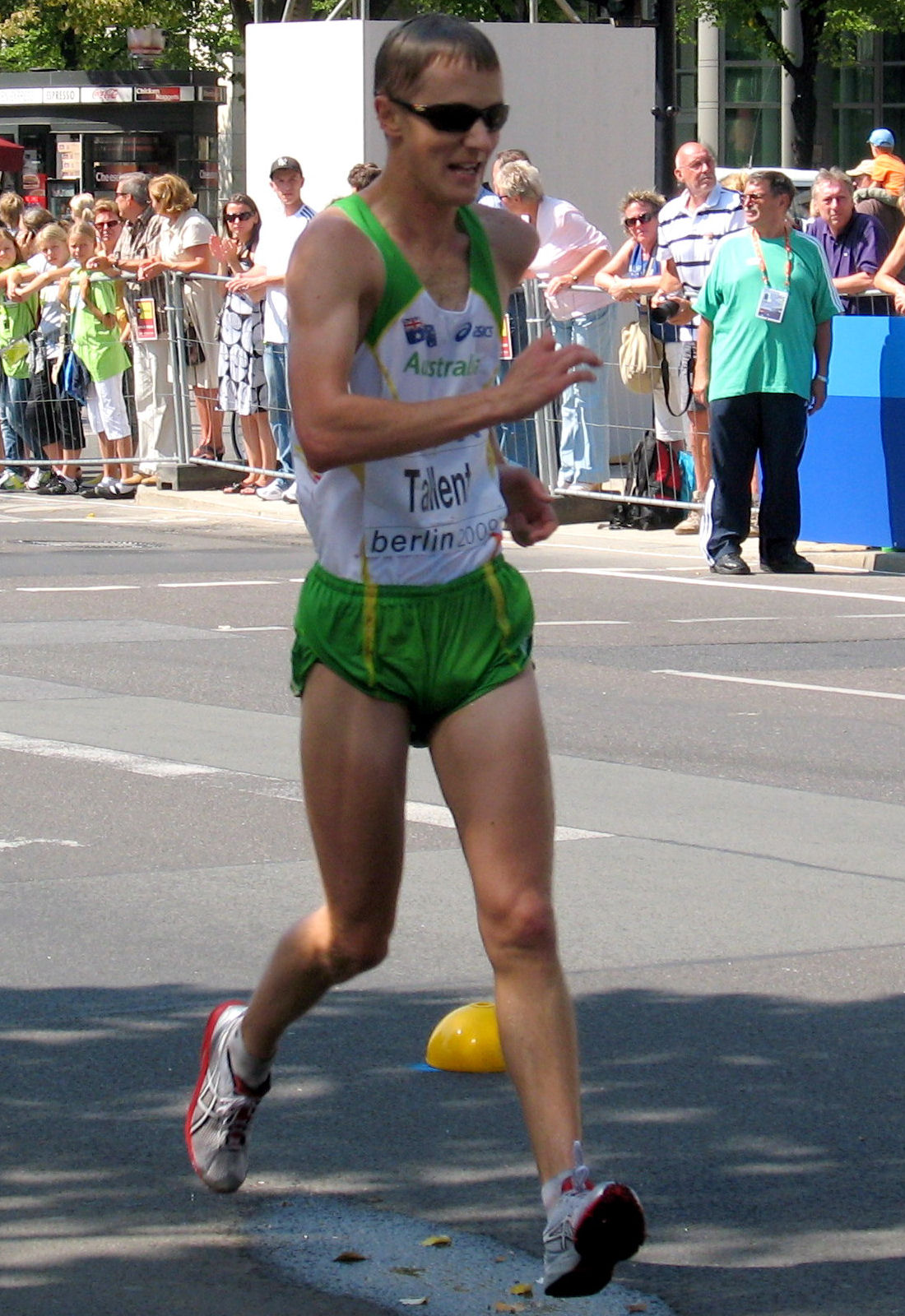
Für Jared Tallent gab es wie bei den Olympischen Spielen 2008 die Silbermedaille

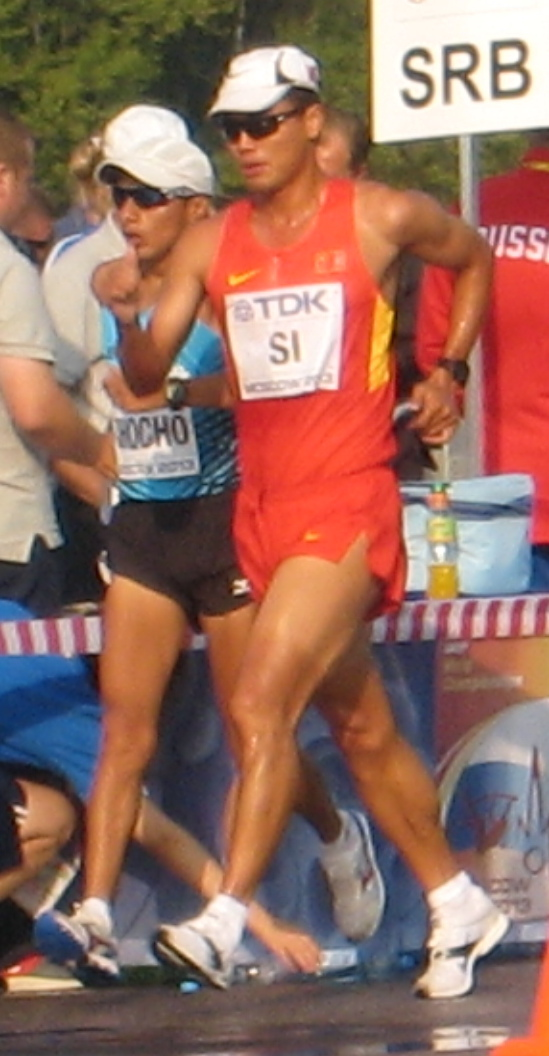
Bronzemedaillengewinner Si Tianfeng

26. August 2011, 8:30 Uhr
| Platz | Name                     | Nation              | Zeit (h)   |
| ----- | ------------------------ | ------------------- | ---------- |
| 1     | Denis Nischegorodow      | Russland            | 3:42:45    |
| 2     | Jared Tallent            | Australien          | 3:43:36    |
| 3     | Si Tianfeng              | Volksrepublik China | 3:44:40    |
| 4     | Luke Adams               | Australien          | 3:45:31    |
| 5     | Kōichirō Morioka         | Japan               | 3:46:21    |
| 6     | Park Chil-sung           | Südkorea            | 3:47:13 NR |
| 7     | Xu Faguang               | Volksrepublik China | 3:47:19    |
| 8     | Takayuki Tanii           | Japan               | 3:48:03    |
| 9     | Hirooki Arai             | Japan               | 3:48:40    |
| 10    | Andrés Chocho            | Ecuador             | 3:49:32 AM |
| 11    | Marco De Luca            | Italien             | 3:49:40    |
| 12    | Rafał Sikora             | Polen               | 3:50:24    |
| 13    | Kim Dong-Young           | Südkorea            | 3:51:12    |
| 14    | Jarkko Kinnunen          | Finnland            | 3:52:32    |
| 15    | Jean-Jacques Nkouloukidi | Italien             | 3:52:35    |
| 16    | Trond Nymark             | Norwegen            | 3:54:26    |
| 17    | Edgar Hernández          | Mexiko              | 3:54:46    |
| 18    | José Leyver Ojeda        | Mexiko              | 3:55:37    |
| 19    | Oleksiy Kazanin          | Ukraine             | 3:56:18    |
| 20    | Omar Zepeda              | Mexiko              | 3:56:41    |
| 21    | Andreas Gustafsson       | USA                 | 4:00:05    |
| 22    | Bertrand Moulinet        | Frankreich          | 4:07:58    |
| 23    | Quentin Rew              | Neuseeland          | 4:08:46    |
| 24    | Li Jianbo                | Volksrepublik China | 4:10:26    |
| DNF   | Matej Tóth               | Ungarn              |            |
| DNF   | Igors Kazakevics         | Lettland            |            |
| DNF   | Grzegorz Sudoł           | Polen               |            |
| DNF   | Nathan Deakes            | Australien          |            |
| DNF   | José Ignacio Díaz        | Spanien             |            |
| DSQ   | Jesús Ángel García       | Spanien             |            |
| DSQ   | Mikel Odriozola          | Spanien             |            |
| DSQ   | Antti Kempas             | Finnland            |            |
| DSQ   | Rafał Fedaczyński        | Polen               |            |
| DSQ   | Yim Jung-hyun            | Südkorea            |            |
| DSQ   | Colin Griffin            | Irland              |            |
| DSQ   | Yohann Diniz             | Frankreich          |            |
| DSQ   | Cédric Houssaye          | Frankreich          |            |
| DSQ   | Tadas Šuškevicius        | Litauen             |            |
| DSQ   | Nenad Filipović          | Serbien             |            |
| DSQ   | Miloš Bátovský           | Slowakei            |            |
| DOP   | Sergei Bakulin           | Russland            | 3:41:24    |
| DOP   | Sergei Kirdjapkin        | Russland            | DNF        |
| DOP   | Igor Jerochin            | Russland            | DSQ        |
| DNS   | Christopher Linke        | Deutschland         |            |
| DNS   | Robert Heffernan         | Irland              |            |

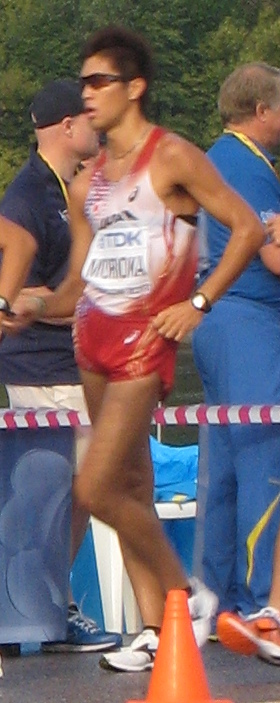
Kōichirō Morioka kam auf den fünften Platz
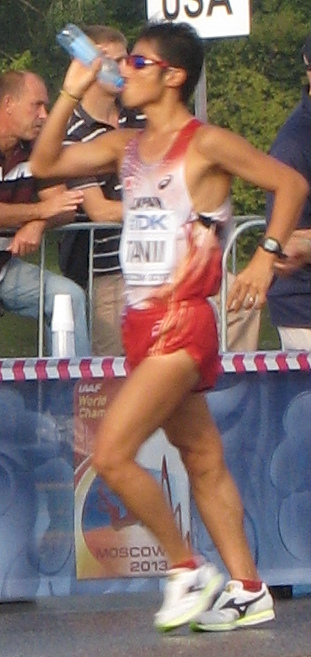
Takayuki Tanii belegte Rang acht
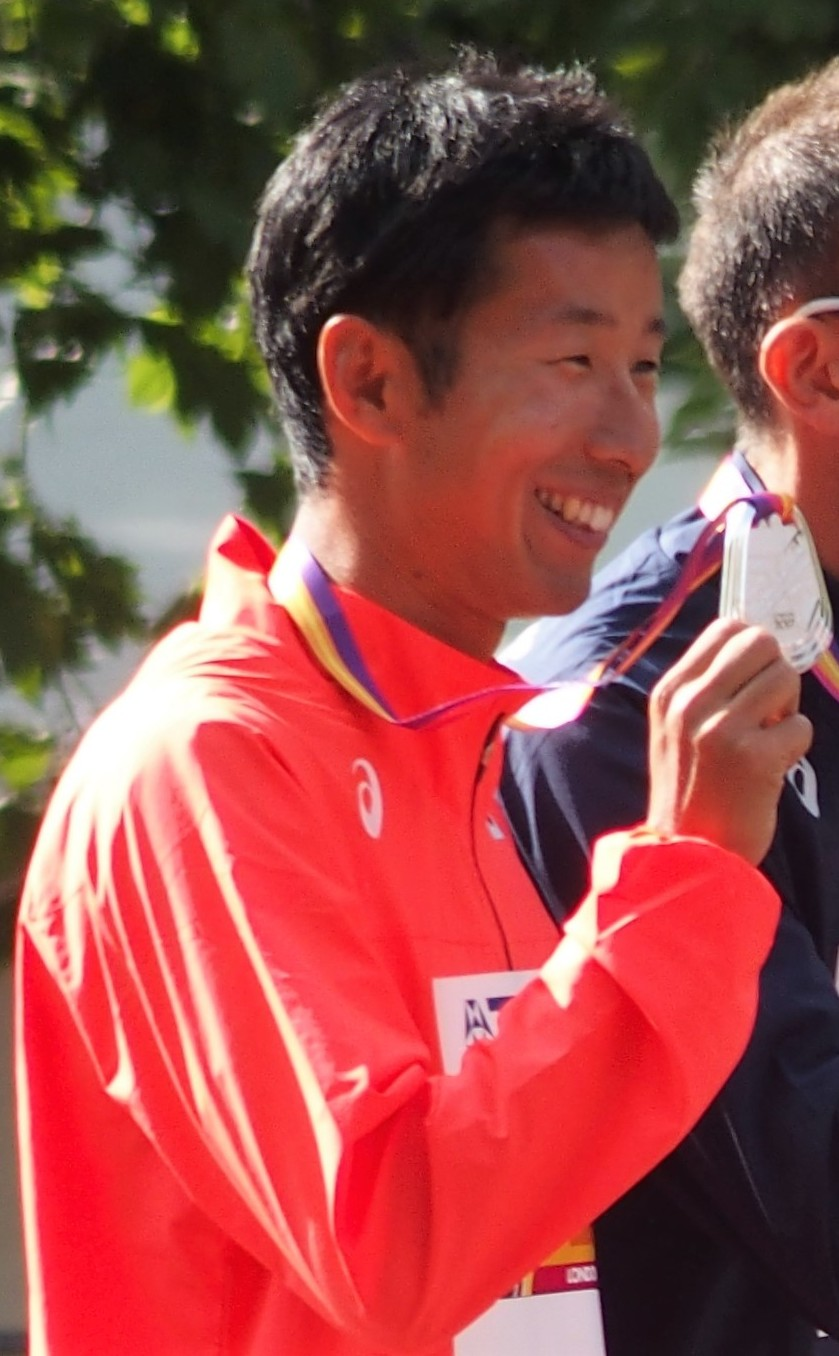
Hirooki Arai – hier mit Bronze bei den Olympischen Spielen 2016 – erreichte Platz neun
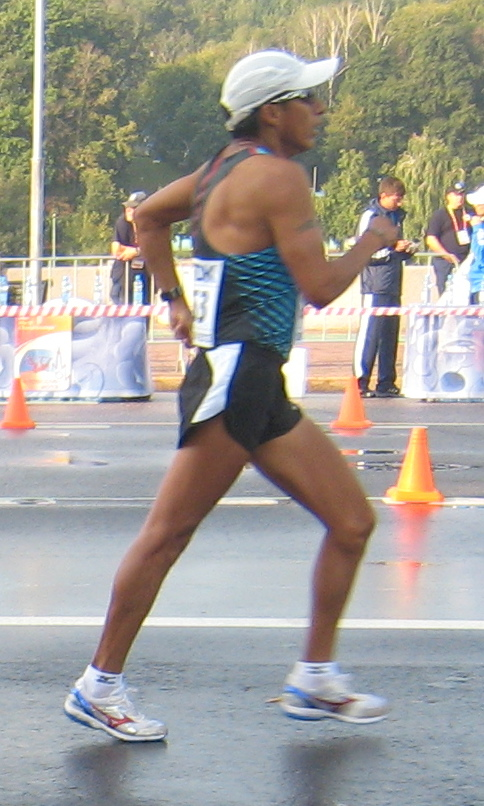
Der zehntplatzierte Andrés Chocho stellte einen neuen Amerikarekord auf
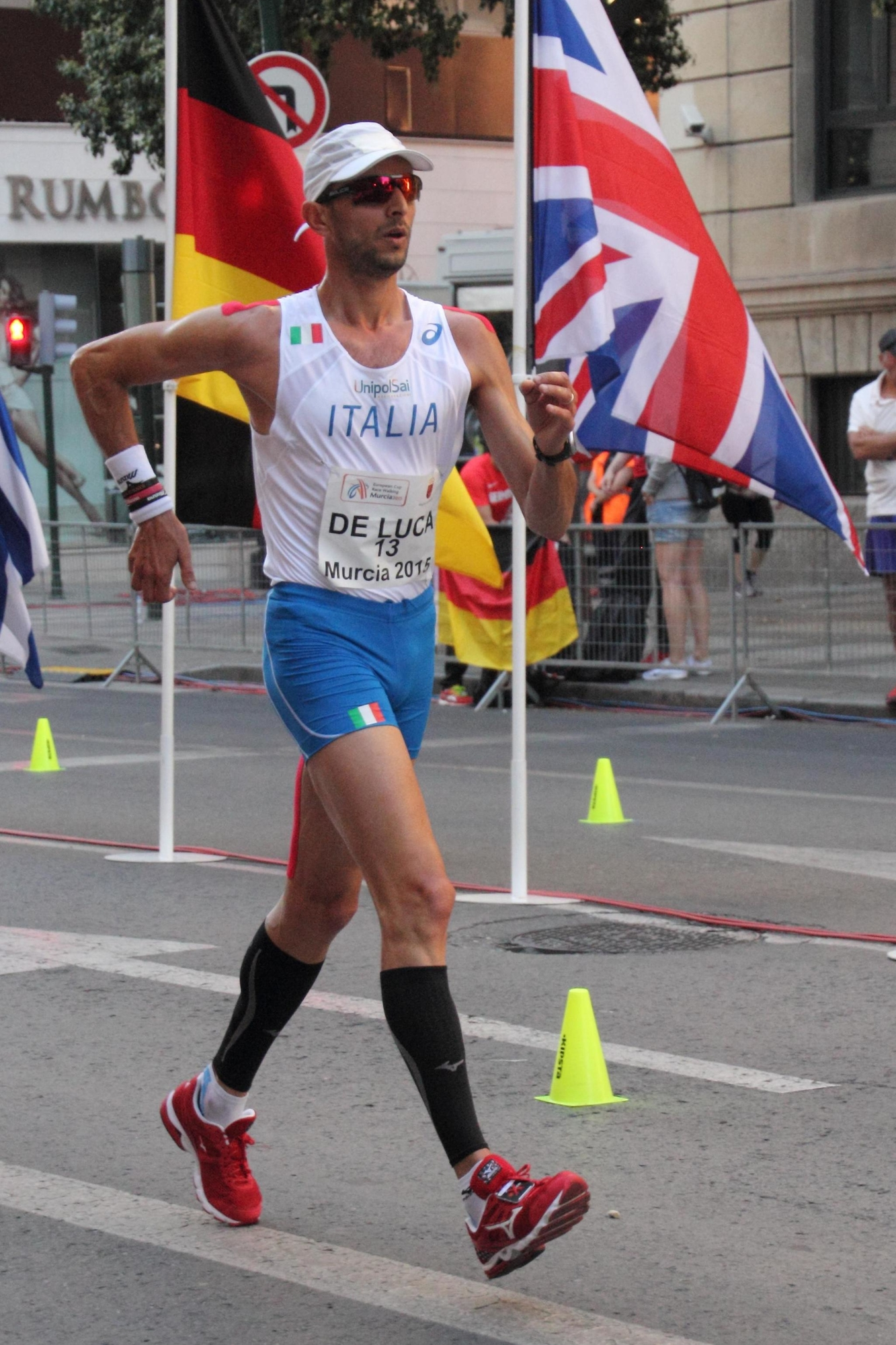
Marco De Luca – Rang elf
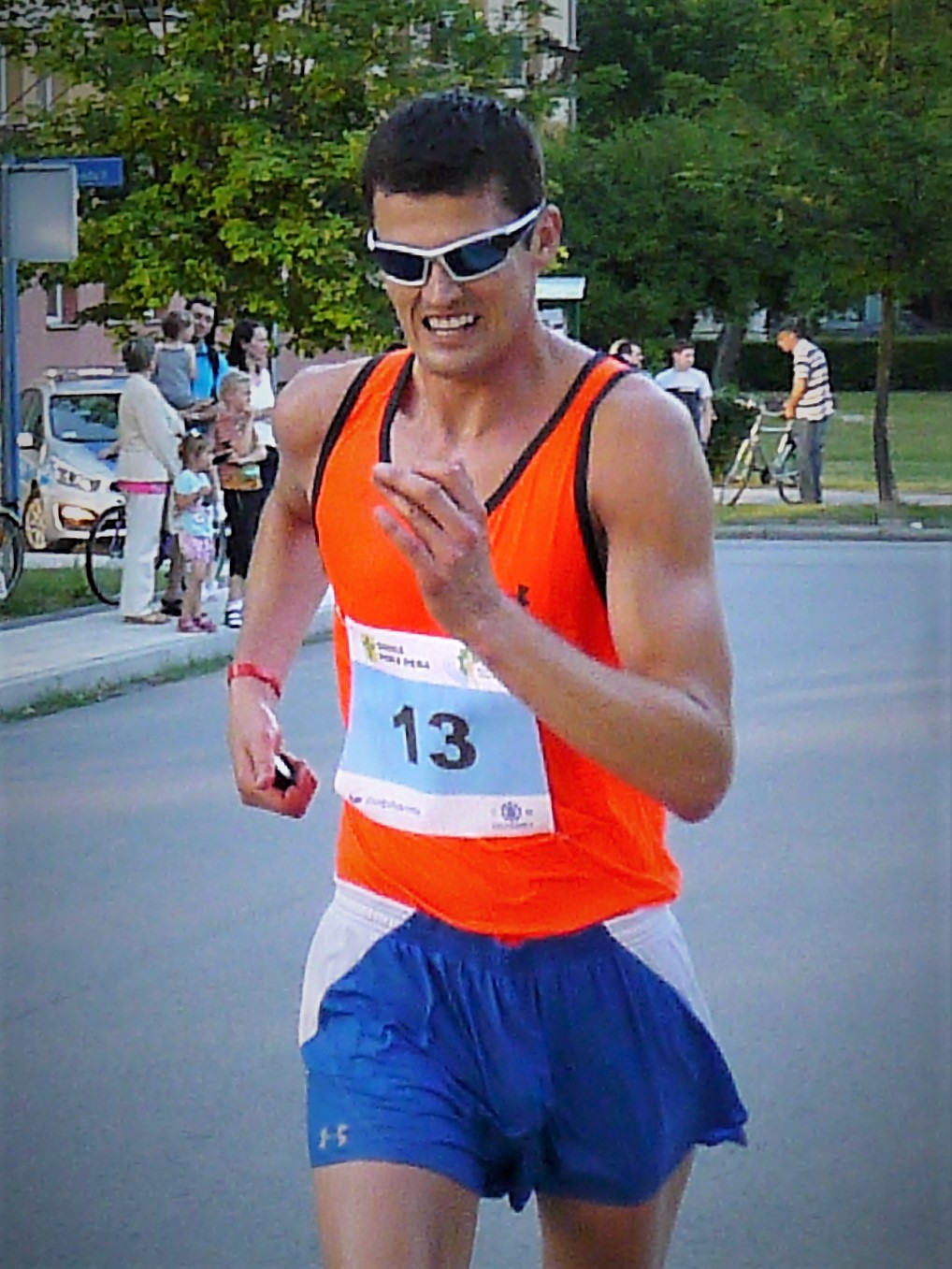
Rafał Sikora wurde Zwölfter
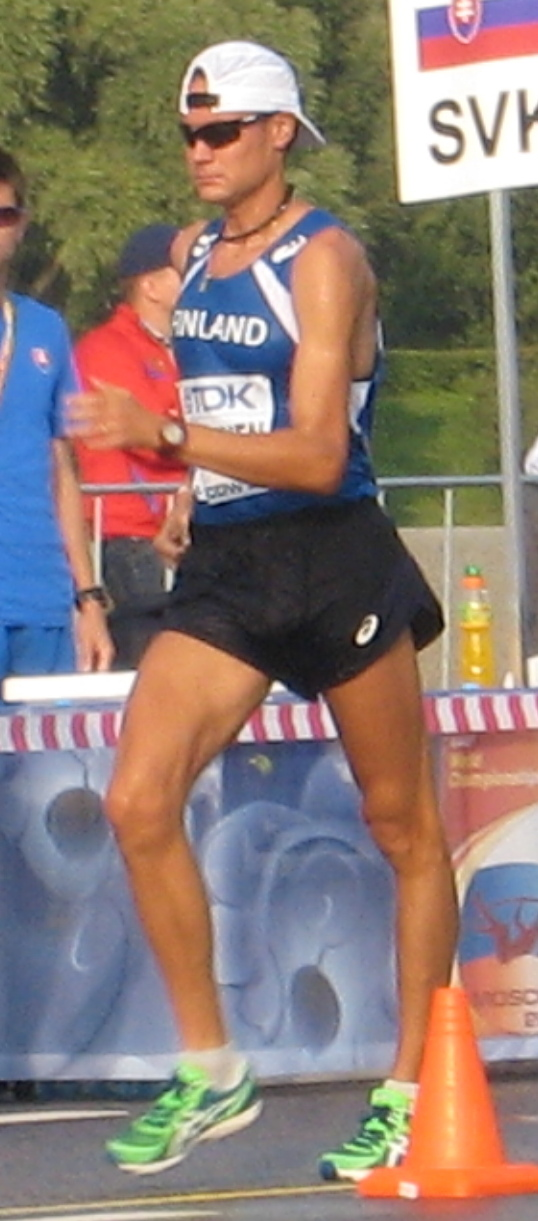
Jarkko Kinnunen – Rang vierzehn
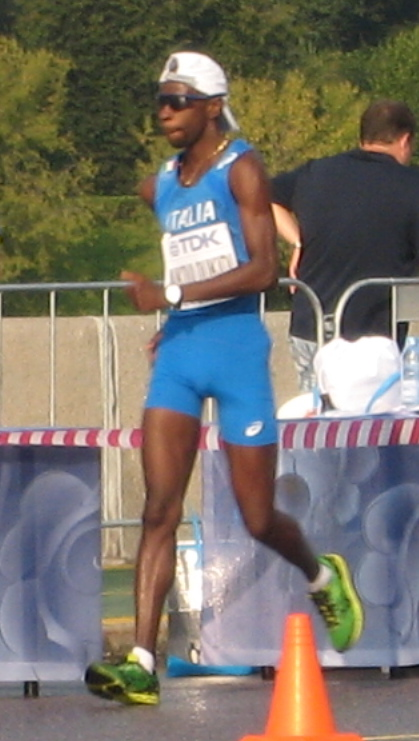
Rang fünfzehn für Jean-Jacques Nkouloukidi
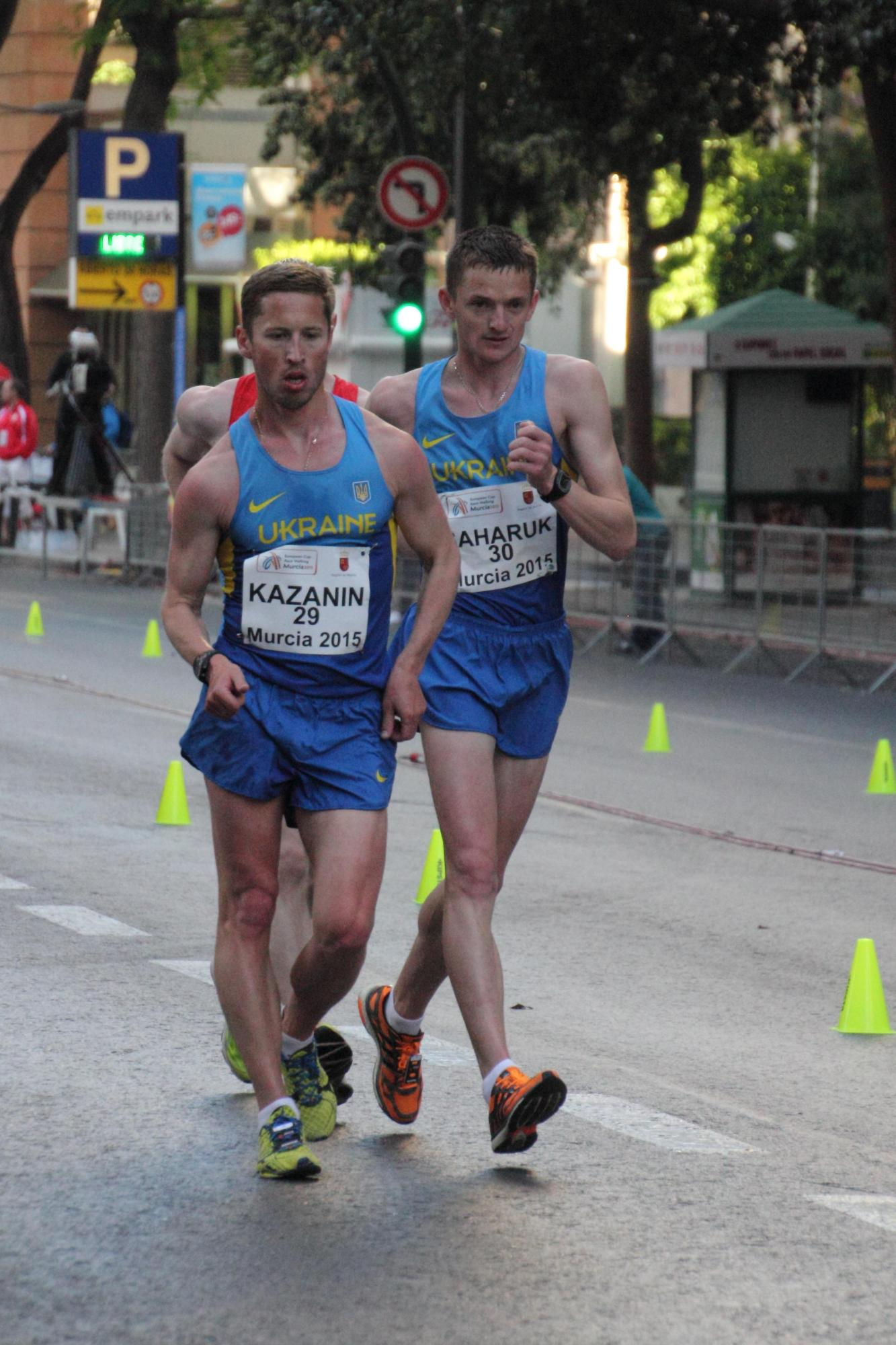
Oleksiy Kazanin – Rang neunzehn
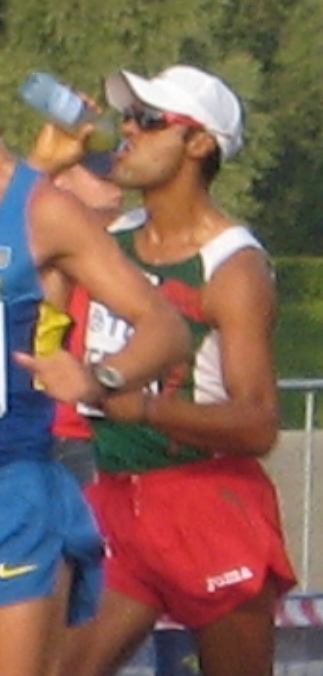
Omar Zepeda – Rang zwanzig
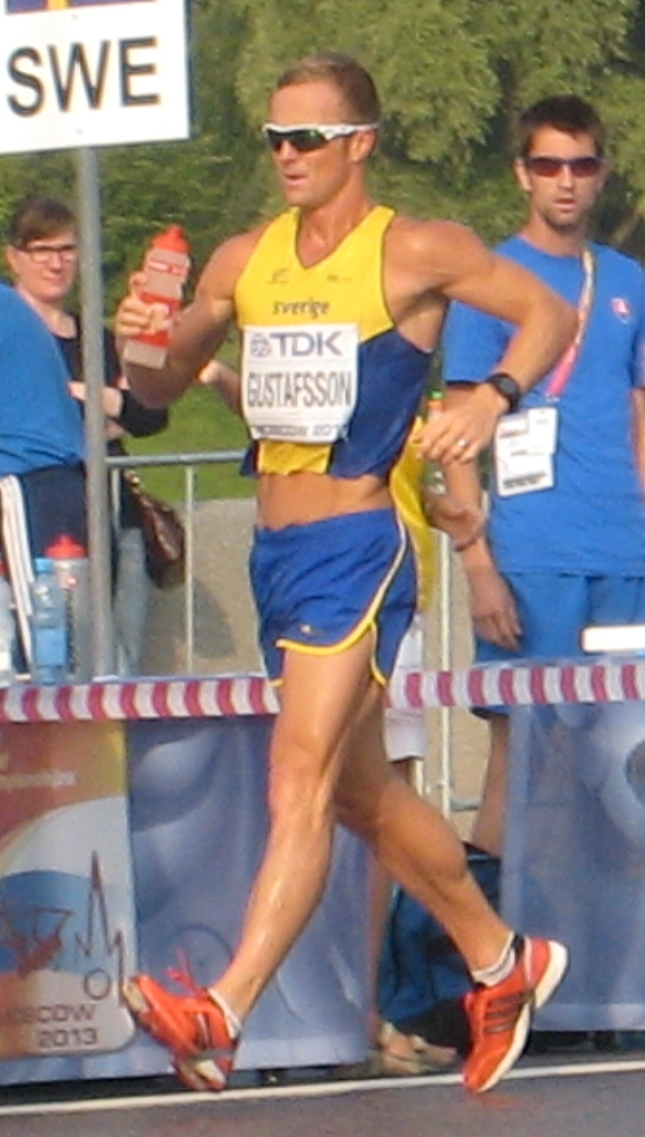
Andreas Gustafsson – Rang 21
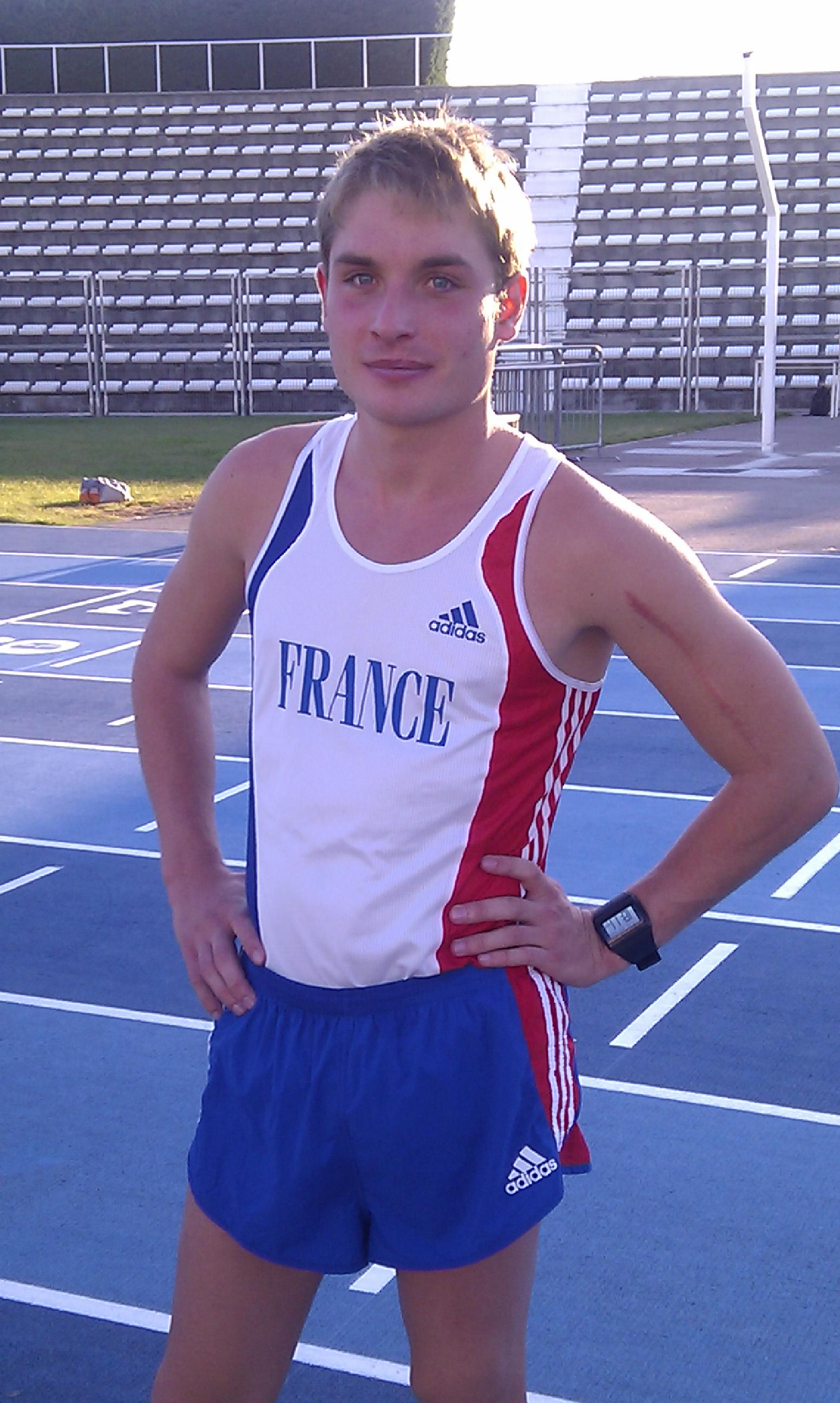
Bertrand Moulinet – Rang 22
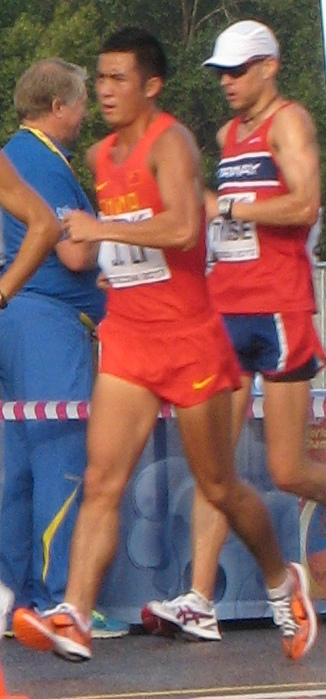
Li Jianbo – Rang 24
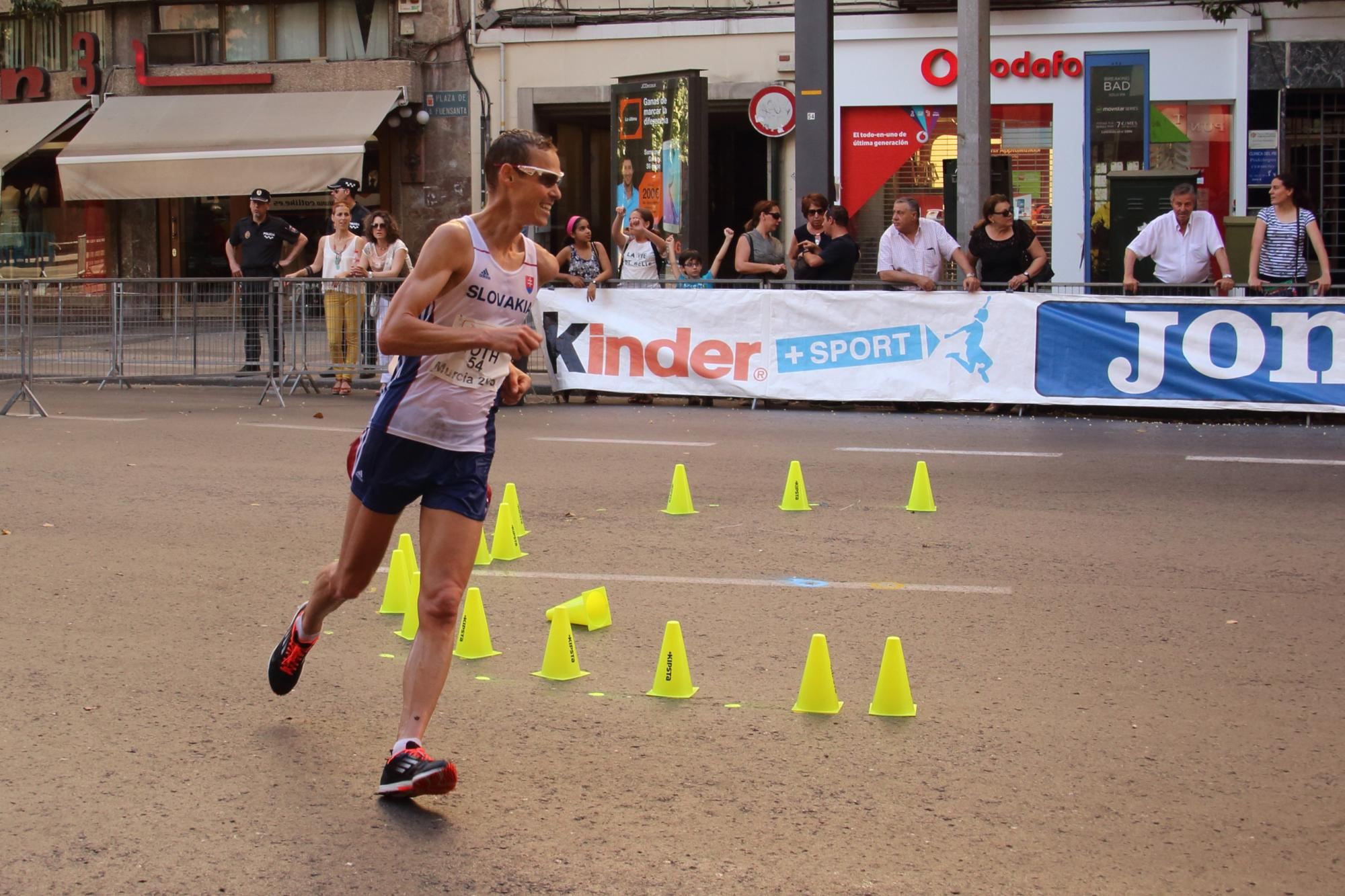
Matej Tóth – Wettkampf nicht beendet
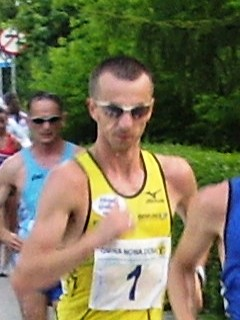
Grzegorz Sudoł – Wettkampf nicht beendet
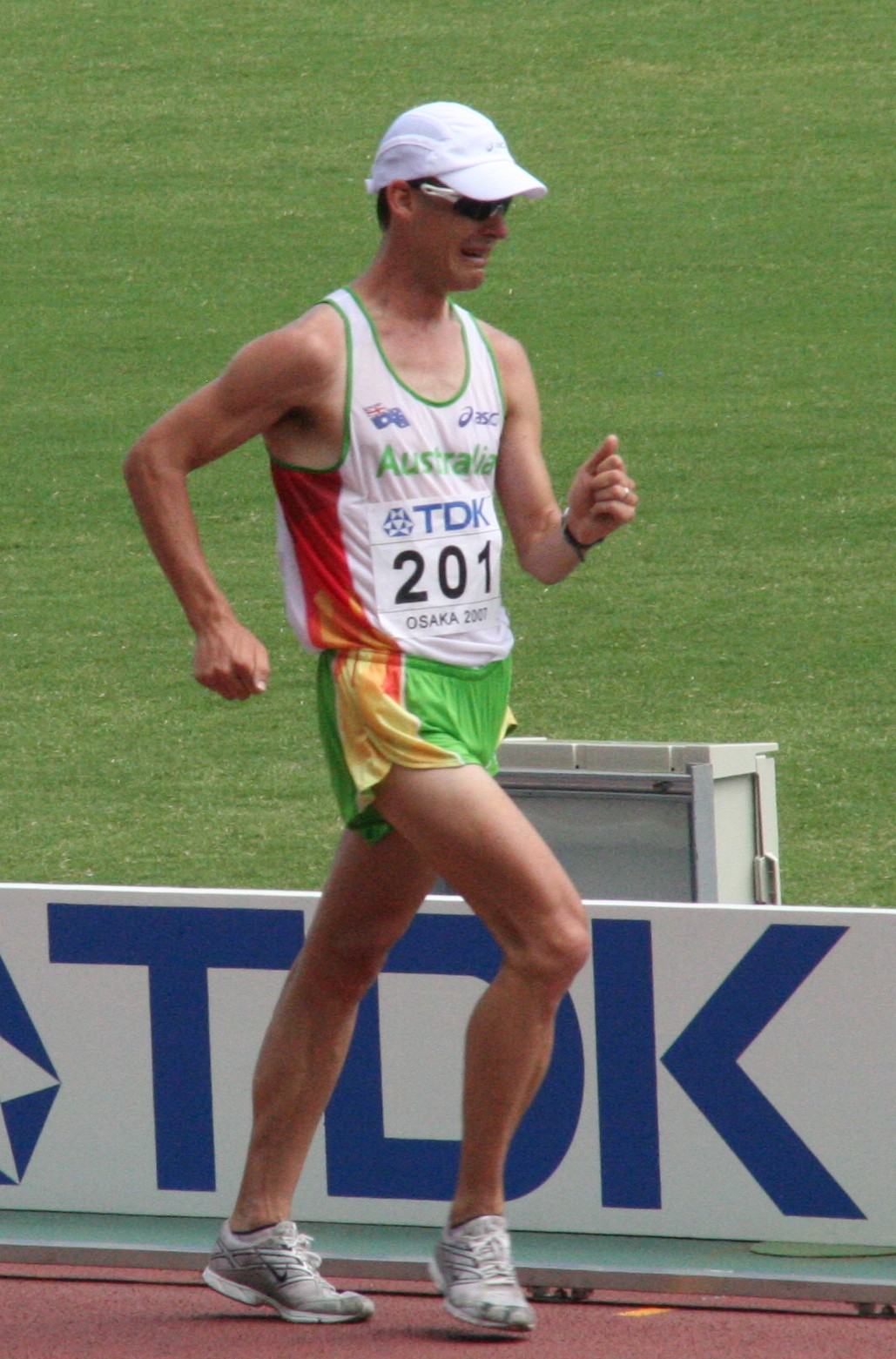
Nathan Deakes – Wettkampf nicht beendet
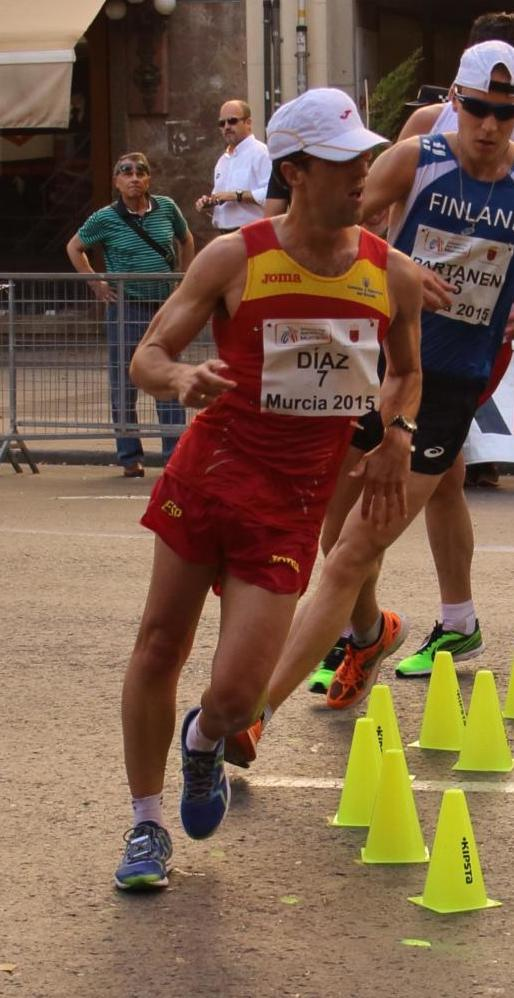
Jesús Ángel García – Wettkampf nicht beendet
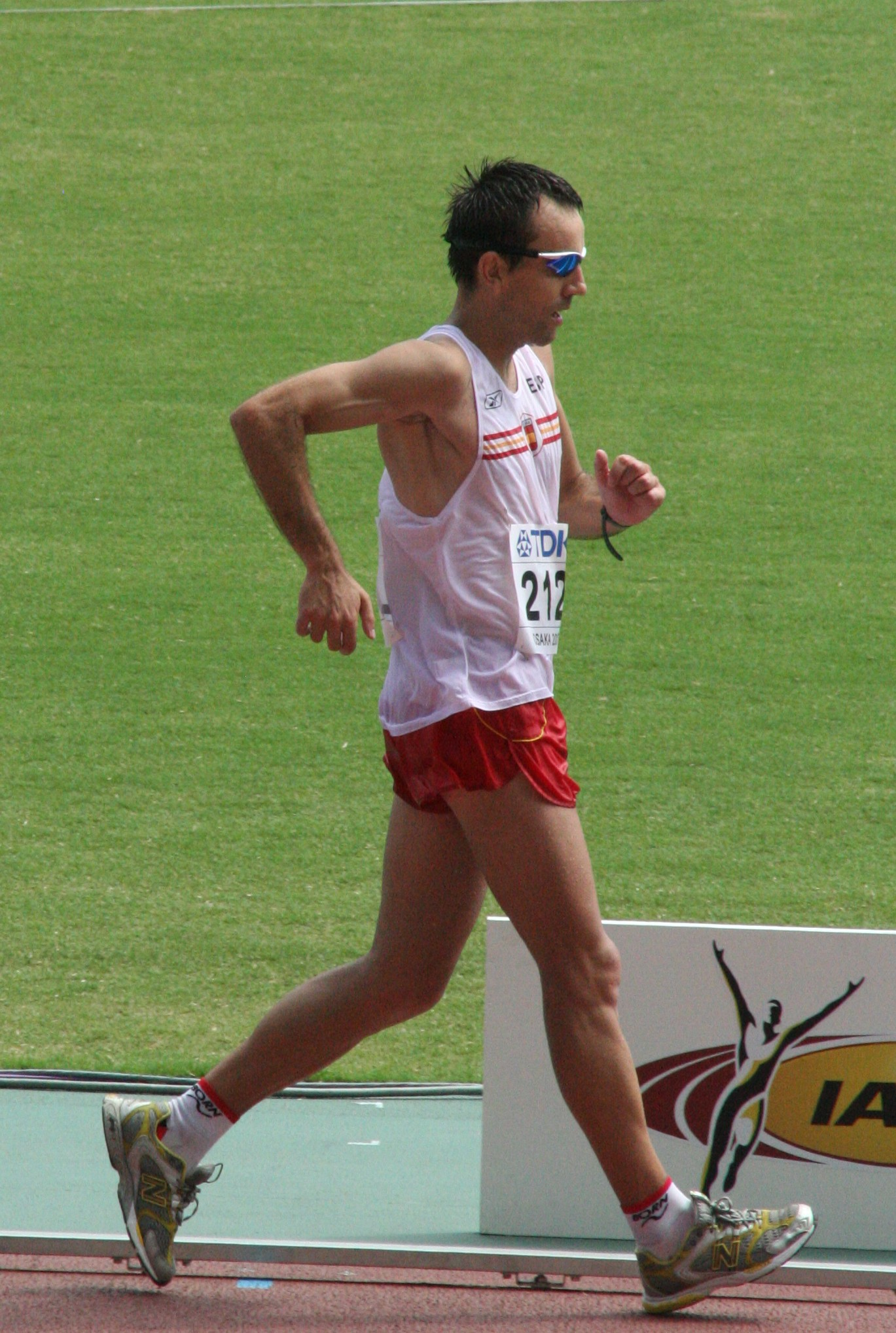
Mikel Odriozola – disqualifiziert
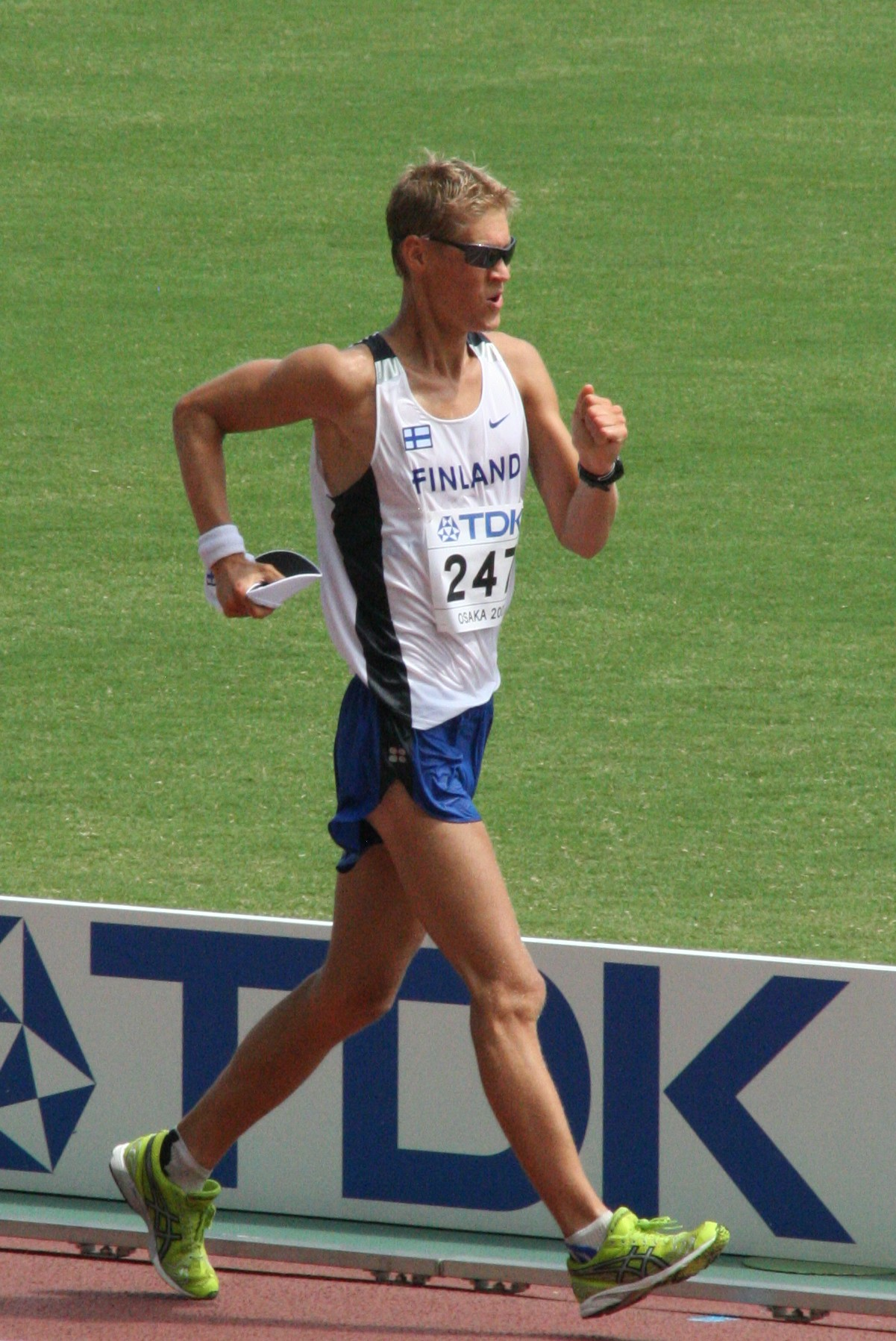
Antti Kempas – disqualifiziert
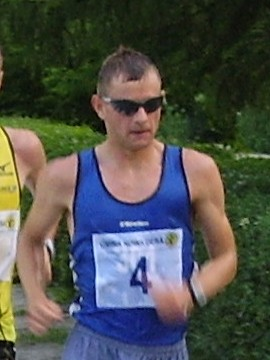
Rafał Fedaczyński – disqualifiziert
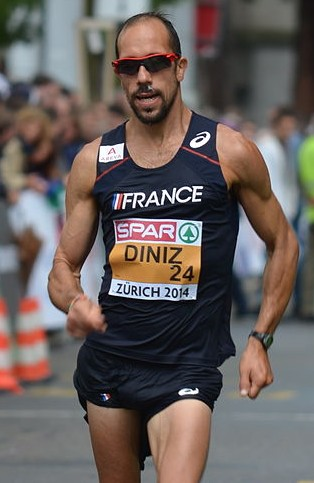
Yohann Diniz – disqualifiziert
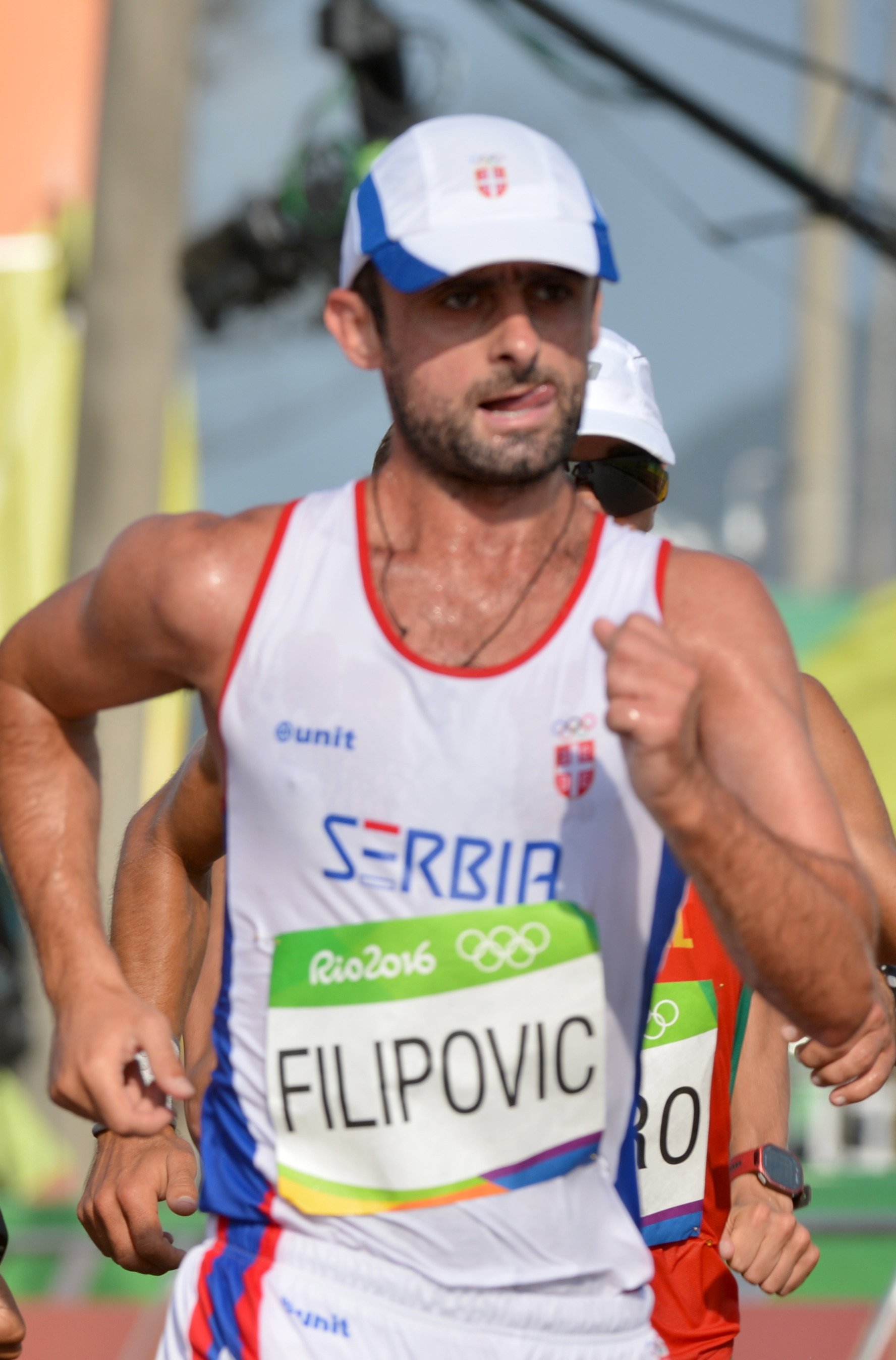
Nenad Filipović – disqualifiziert
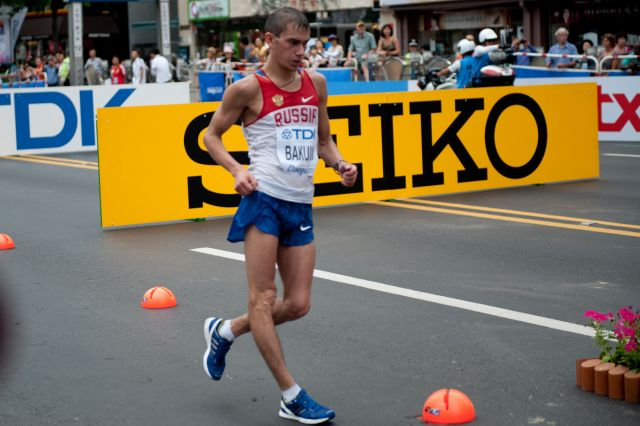
Dopingsünder Sergei Bakulin auf der Zielgeraden
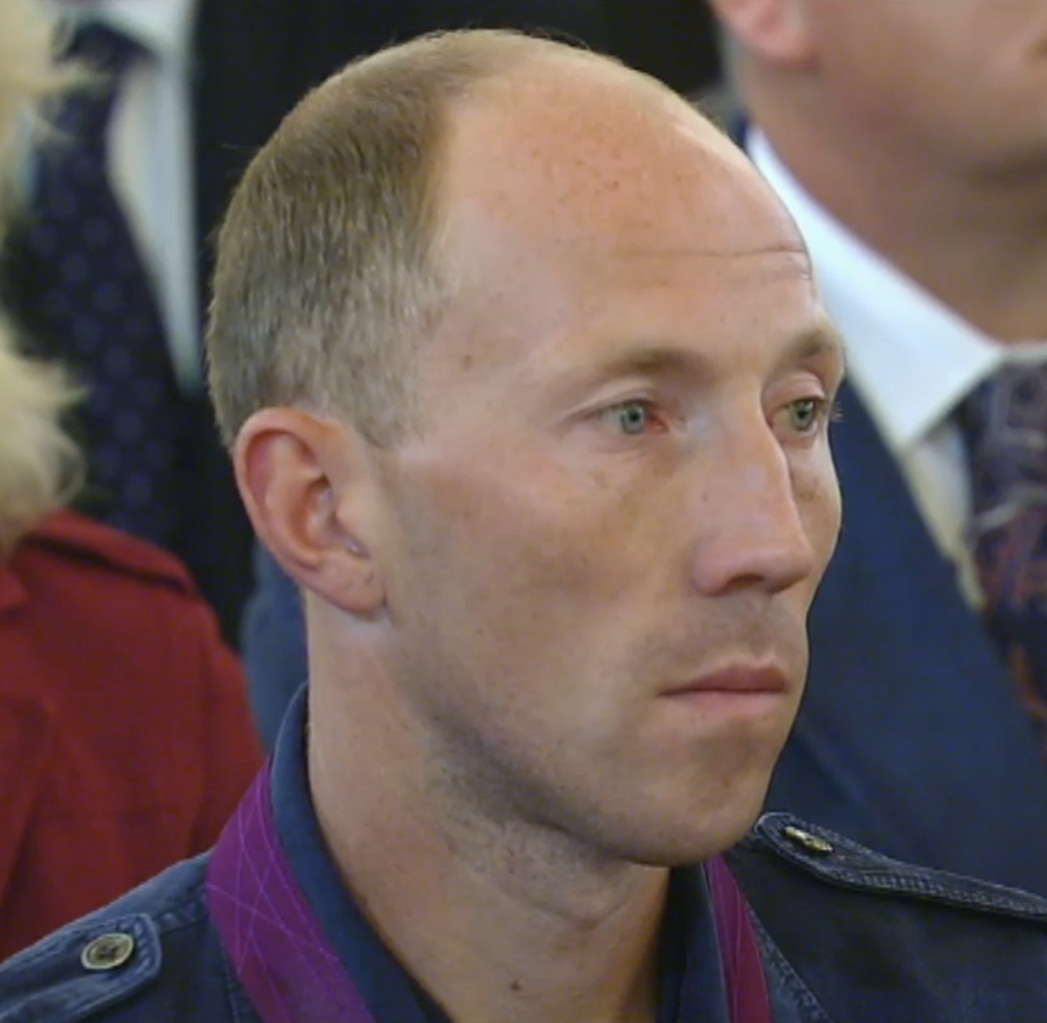
Sergei Kirdjapkin wurde wegen Dopingvergehens disqualifiziert